# محمد المازمي
محمد عبد الرحمن إبراهيم المازمي (مواليد 16 يناير 2001) لاعب كرة قدم إماراتي يجيد اللعب في الدفاع مع نادي النصر الإماراتي.

## مسيرة اللاعب
لعب في نادي النصر و أعير إلى نادي كلباء ونادي حتا.